# Emilio Foriscot Mallat
Emilio Foriscot Mallat (Muel, província de Saragossa, 12 de maig de 1904 - Madrid, 11 de gener de 2001) fou un operador de càmera de cinema aragonès. Va treballar com a fotògraf de galeria i abans de la guerra civil espanyola es va establir a Barcelona, on va treballar a Al margen de la ley (1935), d'Ignasi F. Iquino i a la seva productora Emisora Films. Durant la guerra va filmar escenes bèl·liques i en acabar la contesa tornà a treballar per Iquino com a segon operador o com a director de fotografia, camp en el que va destacar pel seu estil realista i funcional oposat al de Heinrich Gärtner. Concunyat d'Alfredo Fraile, va treballar per a Fernando Fernán Gómez, García Berlanga, Nieves Conde i altres. També va participar en alguns westerns europeus.
Es va retirar del cinema el 1980 amb Terror caníbal de J. Pérez Tabernero. El 1996 va rebre la Medalla d'Or de l'Acadèmia de les Arts i les Ciències Cinematogràfiques d'Espanya.

## Filmografia
- ¿Quién me compra un lío? (1940)
- Alma de Dios (1941)
- El pobre rico (1942)
- Mi enemigo y yo (1943)
- El hombre que las enamora (1944)
- Estaba escrito (1945)
- Abel Sánchez (1946)
- Noche de Reyes (1947)
- Doce horas de vida (1948)
- La guitarra de Gardel (1949)
- Luna de sangre (1950)
- Mercado prohibido (1952)
- La hija del mar (1953)
- Viento del Norte (1954)
- La espera (1956)
- Maravilla (1957)
- Fantasmas en la casa (1958)
- Bajo el cielo andaluz (1959)
- Roma de mis amores (1960)
- Pachín, almirante (1961)
- Objetivo: las estrellas (1962)
- El llanero (1963)
- El ruido del silencio (1963)
- La colina de los pequeños diablos (1964)
- El mundo sigue (1964)
- Escala en Tenerife (1964)
- Los palomos (1965)
- El taxi de los conflictos (1967)
- La marca del hombre lobo (1968)
- Juicio de faldas (1969)
- En un lugar de la Manga (1970)
- El corsario (1971)
- Cobras humanas (1972)
- Mano rápida (1973),
- Cuando los niños vienen de Marsella (1974)
- El chiste (1977)
- Donde hay patrón... (1978),
- Terror caníbal (1980)